# Loeseliastrum schottii
Loeseliastrum schottii är en blågullsväxtart som först beskrevs av John Torrey, och fick sitt nu gällande namn av S. Timbrook. Loeseliastrum schottii ingår i släktet Loeseliastrum och familjen blågullsväxter. Inga underarter finns listade i Catalogue of Life.